# 小行星9835
小行星9835是一颗围绕太阳公转的小行星。1984年10月17日，茲丹卡·瓦弗洛娃在克萊季发现了此天体。
这颗小行星的绝对星等为24.34553444265265等。